# Oezbekistan op de Olympische Winterspelen 1998
Tijdens de Olympische Winterspelen van 1998, die in Nagano (Japan) werden gehouden, nam Oezbekistan voor de tweede keer deel.

## Deelnemers en resultaten
(m) = mannen, (v) = vrouwen 

### Alpineskiën
| Olympiër          | Discipline | Resultaat | Prestatie                        |
| ----------------- | ---------- | --------- | -------------------------------- |
| Komil Oeroenbajev | slalom (m) | 28e       | 2.18,85 (+29,54) 1.09,55+1.09,30 |

### Freestyleskiën
| Olympiër         | Discipline  | Resultaat | Prestatie                     |
| ---------------- | ----------- | --------- | ----------------------------- |
| Lina Tsjerjazova | aerials (v) | 13e       | dnq (kwalificatie: 154,02 p.) |

### Kunstrijden
| Olympiër         | Discipline | Resultaat | Prestatie                               |
| ---------------- | ---------- | --------- | --------------------------------------- |
| Roman Skornjakov | mannen     | 19e       | 29,0 p. (korte kür: 20 - lange kür: 19) |
| Tatjana Malinina | vrouwen    | 8e        | 12,5 p. (korte kür: 9 - lange kür: 8)   |

Amerikaanse Maagdeneilanden · Andorra · Argentinië · Armenië · Australië · Azerbeidzjan · België · Bermuda · Bosnië en Herzegovina · Brazilië · Bulgarije · Canada · Chili · China · Chinees Taipei · Cyprus · Denemarken · Duitsland · Estland · Finland · Frankrijk · Georgië · Griekenland · Groot-Brittannië · Hongarije · Ierland · IJsland · India · Iran · Israël · Italië · Jamaica · Japan · Joegoslavië · Kazachstan · Kenia · Kirgizië · Kroatië · Letland · Liechtenstein · Litouwen · Luxemburg · Macedonië · Moldavië · Monaco · Mongolië · Nederland · Nieuw-Zeeland · Noord-Korea · Noorwegen · Oekraïne · Oezbekistan · Oostenrijk · Polen · Portugal · Puerto Rico · Roemenië · Rusland · Slovenië · Slowakije · Spanje · Trinidad en Tobago · Tsjechië · Turkije · Uruguay · Venezuela · Verenigde Staten · Wit-Rusland · Zuid-Afrika · Zuid-Korea · Zweden · Zwitserland